# Chlosyne melanarge
Chlosyne melanarge är en fjärilsart som beskrevs av Bates 1864. Chlosyne melanarge ingår i släktet Chlosyne och familjen praktfjärilar. Inga underarter finns listade i Catalogue of Life.